# Gilad Szalit
Gilad Szalit (hebr. גלעד שליט, fr. Guilad Schalit; ur. 28 sierpnia 1986 w Naharijji w Izraelu) – żołnierz armii izraelskiej (CaHaL).
Wychował się w Micpe Hilla w Zachodniej Galilei, posiada podwójne izraelskie i francuskie obywatelstwo. Jest pierwszym izraelskim żołnierzem porwanym przez Palestyńczyków od czasu porwania w 1994 roku Nachsona Wachsmana.

## Porwanie
Wczesnym niedzielnym porankiem 25 czerwca 2006 roku, rabat Szalit został porwany przez palestyńskich bojowników, którzy zaatakowali posterunek armii izraelskiej po przekroczeniu granicy Strefy Gazy i Izraela przez tunel niedaleko Kerem Szalom. W czasie porannego ataku dwóch żołnierzy CaHaL zostało zabitych, a czterech innych odniosło rany, nie licząc samego Szalita, który złamał lewą rękę i odniósł rany lewego ramienia. Mohamed Abdel Al, rzecznik palestyńskich Ludowych Komitetów Oporu, ujawnił iż akcja ta była planowana przez prawie dwa miesiące.
Porywacze Szalita wydali oświadczenie w poniedziałek 26 czerwca 2006, w którym oferowali informacje o stanie żołnierza, jeżeli władze izraelskie zgodzą się wypuścić uwięzione palestyńskie kobiety i osadzonych poniżej 18 roku życia. Oświadczenie to zostało wydane przez Brygady Izz ad-Din al-Kassam (zbrojne skrzydło rządzącej palestyńskiej partii Hamas), Ludowe Komitety Oporu (w skład których wchodzą członkowie Fatahu, Islamskiego Dżihadu i Hamasu) i Armię Islamu.
Będąc w niewoli został dwukrotnie awansowany, najpierw do stopnia sierżanta sztabowego, a następnie do stopnia starszego sierżanta sztabowego. Dzień przed terminem uwolnienia awansowano go do stopnia sierżanta-majora.
1 lipca Palestyńczycy wysunęli kolejne żądania, domagając się uwolnienia tysiąca więźniów (poza wspomnianymi kobietami i niepełnoletnimi). Dwa dni później porywacze wystosowali 24-godzinne ultimatum, grożąc iż w razie jego niespełnienia Szalita dotkną niesprecyzowane konsekwencje. Kilka godzin później Izrael odrzucił ultimatum, stwierdzając iż „nie będzie negocjacji w sprawie uwolnienia więźniów.”

## Próba ratunku
Izraelskie siły zbrojne wkroczyły do Chan Junus 28 czerwca w celu odnalezienia Szalita. Jak powiedział David Siegel, rzecznik ambasady Izraela w USA, „Izrael uczynił wszystko, co mógł w celu wyczerpania wszystkich dyplomatycznych możliwości i dał Mahmudowi Abbasowi szansę na zwrócenie porwanego Izraelczyka... Ta operacja może zostać zakończona natychmiast, warunkiem jest uwolnienie Gilada Szalita.”
29 czerwca dowódca południowego okręgu armii izraelskiej, gen. Jo’aw Galant potwierdził informacje, iż Shalit pozostaje w Gazie. Izraelski minister sprawiedliwości, Chajjim Ramon dodał, iż żołnierz przetrzymywany jest najprawdopodobniej na południu Strefy Gazy. Natomiast korespondent wojskowy izraelskiego kanału informacyjnego IBA stwierdził, iż z jego informacji wynika, że kapral przetrzymywany jest w Rafah. Jednak rzecznik CaHaL, gen. Miri Regew powiedziała „nie jesteśmy przekonani, że jest on przetrzymywany w południowej Gazie... (tylko) że jest przetrzymywany w Gazie”.
1 lipca BBC doniosło, iż Szalit otrzymał pomoc lekarską z powodu odniesionych obrażeń brzucha i ramienia. Ta informacja została zdementowana przez Palestyńczyków. Tymczasem przedstawiciele izraelskich władz zagrozili, iż „niebo runie”, jeżeli Szalitowi stanie się krzywda.

## Uwolnienie
18 października 2011 Gilad Szalit został uwolniony na podstawie wynegocjowanej wymiany. Izrael zwolnił z więzień 1027 Palestyńczyków, m.in. członków Hamasu.

## Odznaczenia
- Medal za II Wojnę Libańską – 2006[17]

## Honorowe obywatelstwa
- Rzym
- Paryż
- Nowy Orlean
- Miami